# フランスの大学一覧
フランスの大学一覧（フランスのだいがくいちらん）。

## 公立大学
フランスの公立大学一覧にある約70の教育機関のほか、以下の教育機関がある。

### 総合大学
- パリ＝サクレー大学
  - サントラル・シュペレック（CentraleSupélec）
  - パリ＝サクレー高等師範学校（École normale supérieure de Paris-Saclay）
- PSL研究大学
  - パリ高等師範学校
  - 高等研究実習院
  - コレージュ・ド・フランス
  - パリ・ドーフィン大学
  - パリ高等音楽院
  - 国立高等演劇学校
  - パリ高等美術学校
- ソルボンヌ大学
  - コンピエーニュ工科大学
- パリ大学（パリ地域）
  - パリ地球物理研究所
  - パリ政治学院（提携）
  - 東洋言語文化学院

- ギュスターヴ・エッフェル大学（パリ地域）
  - ESIEE Paris
- CYセルジー・パリ大学（パリ地域）
  - 高等機械学院（パリ高等機械学院）
- Hautes Écoles Sorbonne Arts et Métiers Université（パリ地域）
  - 国立工芸学校
  - 国立工芸院
- リヨン大学（リヨン）
  - エコール・サントラル・ド・リヨン
  - リヨン高等師範学校
  - 国立応用科学院リヨン校
- モンペリエ大学
- ボルドー大学
- トゥールーズ大学
  - ISAE-SUPAERO
  - 国立応用科学院トゥールーズ校
  - トゥールーズ国立工科大学
    - ENSEEIHT
    - ENSIACET
    - ENSAT
- オー＝ド＝フランス工科大学（バランシエンヌ）
  - 国立応用科学院オー＝ド＝フランス校
- グルノーブル・アルプ大学（グルノーブル）
  - グルノーブル工科大学（フランス語版、英語版）
  - グルノーブル政治学院

### 独立した理工系高等教育機関
- エコール・サントラル・ド・リール
- エコール・サントラル・ド・マルセイユ
- エコール・サントラル・ド・ナント
- 国立高等工芸繊維学校（École nationale supérieure des arts et industries textiles）
- 社会科学高等研究院
- 国立高等石油・天然ガス学校（École Nationale Supérieure du Pétrole et des Moteurs）
- 国立応用科学院
  - 国立応用科学院レンヌ校
  - 国立応用科学院ルーアン校
  - 国立応用科学院ストラスブール校
- ベルフォール・モンベリヤール工科大学
- トロワ工科大学

### 独立した建築系高等教育機関
- パリ・ラ・ヴィレット国立建築学校
- パリ・ヴァル・ド・セーヌ国立高等建築学校
- パリ・ベルヴィル国立建築学校
- パリ・マラケ国立建築学校

### 独立した芸術系高等教育機関
- ブルターニュ欧州高等美術学校

## 私立大学

### 独立機関
- レオナルド・ダ・ヴィンチ大学センター
- オムネス教育（Omnes Éducation）
  - 高等国際研究学院（Institut des hautes études internationales）
  - 外交戦略研究センター（Centre d'Études Diplomatiques et Stratégiques）
  - 自由法経済経営学部（Faculté libre de droit, d'économie et de gestion, FACO)

### カトリック
- パリ・カトリック大学
- トゥールーズ・カトリック大学
- リヨン・カトリック大学
- リール・カトリック大学
- ヴァンデ・カトリック大学
- レンヌ・カトリック大学
- 西部カトリック大学
- ドムニ大学（Domuni Universitas、トゥールーズ）

### プロテスタント
- エクス＝アン＝プロヴァンス自由改革神学部
- モンペリエ自由プロテスタント神学部
- パリ自由プロテスタント神学部

### 理工系
- パリ・デジタルイノベーション大学院 (EPITECH)
- 情報先端技術学校 (EPITA)

### その他
- パリ・アメリカ大学
- バルーク大学
- シャヴァーニュ・スタジアム
- トゥーロ大学フランス校（Touro College France）
- パリ・アメリカ大学院
- シラー国際大学
- シグムンド・フロイト大学
- ヨーロッパ・グローバル大学
- 3is
- パリ国際研究所
- 高等法学研究院（ISD）
- サンジャン研究所
- 独立協同組合大学
- 自由哲学心理学部
- 欧州国際大学